# فزر أرمني
فزر أرمني (الاسم العلمي:Sideritis armeniaca) هو نوع من النباتات يتبع جنس الفزر من الفصيلة الشفوية.